# Lietzen
Lietzen est une commune allemande de l'arrondissement de Märkisch-Pays de l'Oder, Land de Brandebourg.

## Géographie
L'endroit est situé près de l'Oder au milieu d'un paysage riche en lacs.
La commune comprend les quartiers de Lietzen-Dorf, Lietzen-Nord et Lietzen-Vorwerk.
|            | Vierlinden | Lindendorf  |
| Steinhöfel | Lietzen    | Fichtenhöhe |
|            | Falkenberg | Zeschdorf   |

## Histoire
Lietzen est fondé en 1229 par l'ordre du Temple. Le village est mentionné pour la première fois en 1244 sous le nom de Villa Lesnitz.

## Personnalités liées à la commune
- Ernst Gebauer (1782-1865), peintre

## Crédit d’auteurs
- (de) Cet article est partiellement ou en totalité issu de l’article de Wikipédia en allemand intitulé « Lietzen » (voir la liste des auteurs).